# Шофтим (недельная глава)
Шофтим (ивр. שֹׁפְטִים‎) — одна из 54 недельных глав-отрывков, на которые разбит текст Пятикнижия (Хумаша). 48-й раздел Торы, 5-й раздел книги Второзакония.

## Краткое содержание
Моше заповедует евреям назначить судей, полицейских, сыщиков и судебных исполнителей во всех городах. Также предостерегает против взяточничества и лицеприятия. Все правонарушения должны быть тщательно расследованы, а показания свидетелей скрупулёзно исследованы. Не менее двоих свидетелей необходимо для обвинения и приговора.
Он утверждает, что в каждом поколении будут мудрецы, чьей обязанностью будет истолкование и разъяснение Закона. Глава также содержит запреты идолопоклонства и колдовства, правила назначения царя, его поведение и инструкции для создания городов-убежищ, служивших укрытием для людей, совершивших неумышленное убийство. Также даются многие законы ведения войны: освобождение от службы тому, кто только что женился, построил дом, или насадил виноградник, а также который боится и «робок сердцем»; необходимость предложения мирных условий перед нападением на город; запрет бессмысленного уничтожения ценностей, примером чему служит запрет срубать фруктовые деревья во время осады.
В заключение главы следует заповедь об Эгла-Аруфа — особой процедуре, когда при обнаружении в поле тела человека, убитого неизвестными, старейшины города, ближайшего к месту убийства города, во искупление совершают заклание телицы; что подчёркивает ответственность общины и её лидеров не только за то, что они делают, но и за то, что возможно могло бы быть ими предотвращено.